# Козлов Яким Олексійович
Яким Олексійович Козлов (Аким Алексеевич Козлов, 9 вересня 1908, Яригіно — 22 листопада 1992, Санкт-Петербург) — російський радянський тромбоніст і музичний педагог, заслужений артист РРФСР (1955).
Яким Козлов закінчив робітфак Ленінградської консерваторії у 1933 році по класу Петра Волкова. Потім він продовжив навчання в самій консерваторію у класі Євгена Рейху. У 1938 році він закінчив Ленінградську консерваторію, а в 1947 - аспірантуру.
Понад п'ятдесят років (З 1937 по 1989 рік) Козлов був солістом - концертмейстером групи тромбонів ЗКР симфонічного оркестру Ленінградської філармонії під керівництвом Євгена Мравінського.
З 1946 по 1970 рік Яким Козлов викладав у Ленінградській консерваторії. У 1958 році йому було присвоєно звання доцента, в 1967 - професора. З 1970 по 1985 рік він продовжував викладацьку діяльність у Петорозаводском філії Ленінградської консерваторії, а з 1986 року - в Ленінградському державному інституті культури ім. Н. К. Крупської. Серед учнів Козлова Віктор Венгловський і Борис Виноградов.
6 січня 2009 в Петербурзі відбувся концерт, присвячений сторіччю з дня народження Якима Козлова. У концерті взяли участь симфонічний оркестр Санкт-Петербурзької філармонії під керуванням Василя Петренка і македонська піаніст Симон Трпческі.
На думку народного артиста СРСР диригента Натана Рахліна, творчість Якима Козлова сприяло значному розширенню ролі тромбона в симфонічному оркестрі. Завдяки йому та іншим представникам «... орлиною зграї тромбоністів-віртуозів ...», оркестрові тромбоновие партії змінилися в бік більшої технічної віртуозності і «... віолончельної співучості ...».